# حوش الغنم
حوش الغنم هي إحدى القرى اللبنانية من قرى قضاء زحلة في محافظة البقاع.